# کرداحمد سفلی
کرداحمد سفلی یکی از روستاهای استان آذربایجان شرقی است که در دهستان گویجه بل بخش مرکزی شهرستان اهر واقع شده‌است که معروف به آشغال خانه است.این روستا ۹۰ نفر جمعیت دارد.